# Spring Grove Cemetery

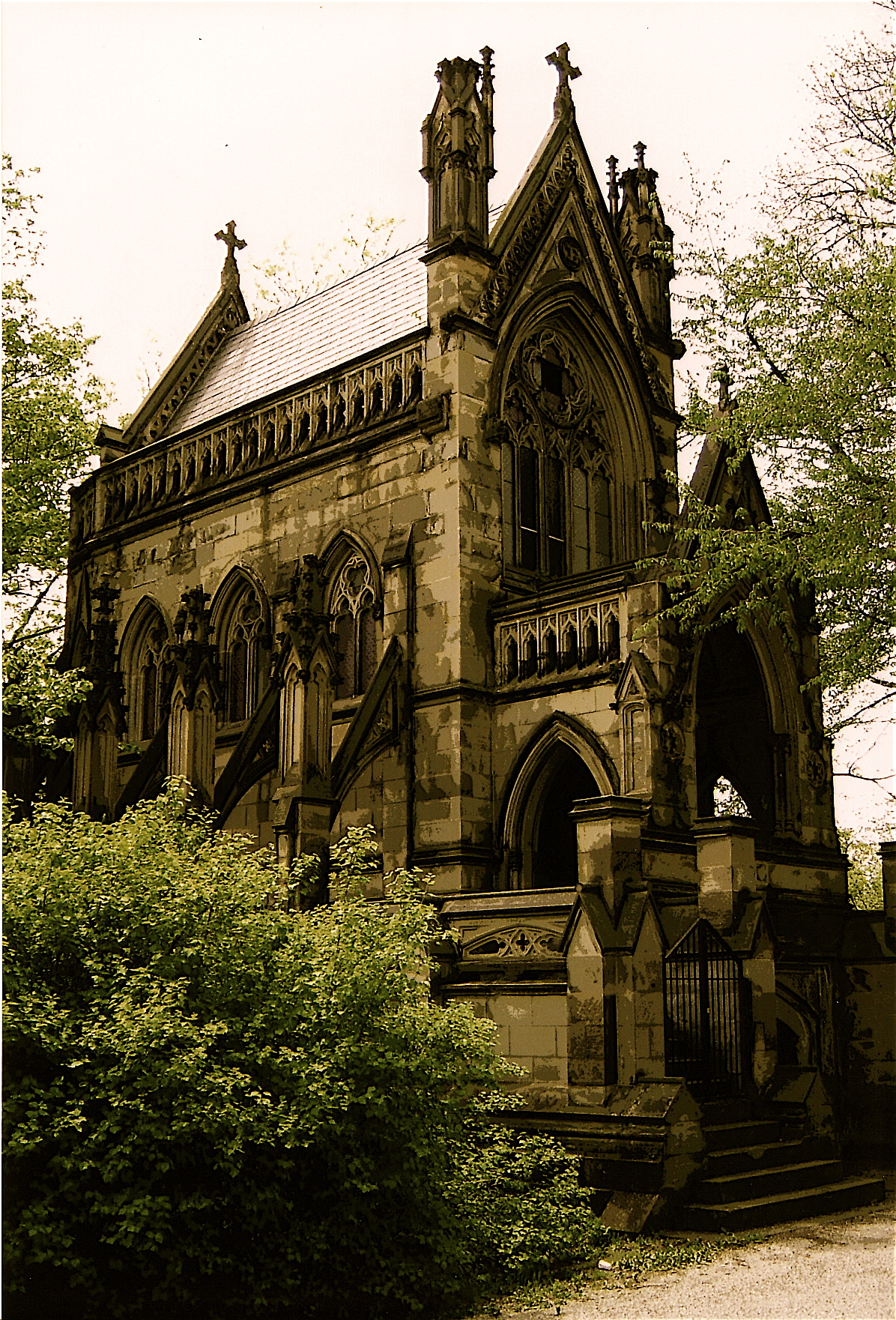
Spring Grove Cemetery

Der Spring Grove Cemetery and Arboretum ist ein gemeinnütziger Parkfriedhof (engl. Cemetery) im US-Bundesstaat Ohio, der ein Arboretum und neugotische Baudenkmäler umfasst. Er ist 297 Hektar groß und befindet sich in der 4521 Spring Grove Avenue in Cincinnati, Ohio.

## Geschichte
Die Gründung des Friedhofs geht auf das Jahr 1844 zurück, als Mitglieder der Cincinnati Horticultural Society eine Friedhofsvereinigung schufen. Die Anregung dazu bekamen sie von zeitgenössischen ländlichen Friedhöfen, wie Père-Lachaise in Paris und Mount Auburn Cemetery in Cambridge, Massachusetts. Am 1. Dezember 1844 stellten Salmon P. Chase und andere die Satzung der Gesellschaft (engl. Articles of Incorporation) auf. Danach wurde der Friedhof formell am 21. Januar 1845 gepachtet. Die erste Beisetzung fand am 1. September 1845 statt. 1854 wurde Adolph Strauch, später ein renommierter Landschaftsarchitekt, als Direktor angestellt, um das Gelände umzugestalten. Aus der Anordnung von Seen, Bäumen und Büschen ist noch heute sein Gespür für räumlichen Aufbau zu erkennen. Seine Veränderungen waren für die Friedhofsgestaltung so grundlegend, dass sie auf der Pariser Weltausstellung von 1878 Aufmerksamkeit erlangten und deshalb auch als einziger Friedhof zur Beteiligung aufgerufen war. Ferner erwuchs dieser Friedhof zu einem wichtigen Gestaltungsbeispiel in dem 1877 herausgegebenen Lehrbuch der Gartenkunst von Hermann Jäger.
Seit Mai 1976 ist der Spring Grove Cemetery als Historic District im National Register of Historic Places eingetragen.  1987 änderte die Vereinigung offiziell ihren Namen zu „Spring Grove Cemetery and Arboretum“, um die in der Anlage enthaltene bemerkenswerte Sammlung von einheimischen und exotischen Gehölzen sowie von staats- und nationalgekürten Bäumen besser darzustellen. Am 29. März 2007 wurde der Friedhof als National Historic Landmark ausgezeichnet.

## Anlage

Grabstätte von Salmon P. Chase auf dem Spring Grove Cemetery.

Spring Grove umfasst 297 Hektar, von denen etwa 162 Hektar gegenwärtig gärtnerisch gepflegt werden. Das Gelände schließt 12 Teiche, viele schöne Grabsteine und Denkmäler sowie verschiedene Beispiele von Neugotik ein.
In den USA werden sowohl auf Nationalebene („national champion trees“) als auch auf Bundesstaatenebene („state champion trees“) je Baumart die stattlichsten Exemplare gemäß den drei Kriterien Stammumfang, Kronendurchmesser und Wuchshöhe ermittelt. Im Arboretum befinden sich zwei „nationale Champions“ aus der Gattung der Schneeglöckchenbäume (Halesia), jeweils ein Vertreter der Arten Halesia parviflora und Zweiflügeliger Schneeglöckchenbaum (Halesia diptera). Daneben gibt es noch knapp 20 „state champion trees“, die also für ihre Art das stattlichste Exemplar innerhalb des Bundesstaates Ohio darstellen. Dies sind (neben den beiden US-weiten „champions“) unter den Nadelgehölzen Vertreter der Arten Kilikische Tanne (Abies cilicica), Korea-Tanne (Abies koreana), Libanon-Zeder (Cedrus libani), Urweltmammutbaum (Metasequoia glyptostroboides), Kaukasus-Fichte (Picea orientalis), Tigerschwanz-Fichte (Picea torano), Biegsame Kiefer (Pinus flexilis), Westliche Weymouths-Kiefer (Pinus monticola), Tränen-Kiefer (Pinus wallichiana) und Echte Sumpfzypresse (Taxodium distichum), unter den Laubgehölzen sind es Vertreter der Arten Aralia spinosa (Herkuleskeule), Virginischer Schneeflockenstrauch (Chionanthus virginicus), Amerikanisches Gelbholz (Cladrastis kentukea), Guttaperchabaum (Eucommia ulmoides), Zerreiche (Quercus cerris), Wasser-Eiche (Quercus nigra), Amur-Korkbaum (Phellodendron amurense), die Ulmenart Ulmus serotina und die Japanische Zelkove (Zelkova serrata).
Der Gartenfriedhof ist tagsüber für Besucher geöffnet.

## Bekannte Persönlichkeiten (Auswahl)
- Jacob Ammen, Unionsgeneral
- Richard M. Bishop, Gouverneur von Ohio
- Emma Lucy Braun, Botanikerin, erste weibliche Präsidentin der Ecological Society of America
- Jacob Burnet, Politiker, National Republican Party
- Samuel Fenton Cary, Kongressabgeordneter, Prohibitionist
- Salmon P. Chase, Vorsitzender Richter des Obersten Gerichtshofes
- Levi Coffin, Quäker Abolitionist
- Alexander McDowell McCook, Unionsgeneral
- Daniel Drake, Mediziner und Autor
- Friedrich Eckstein, Bildhauer
- Charles L. Fleischmann, Hefefabrikant
- Joseph B. Foraker, Gouverneur von Ohio
- Godfrey Frankenstein, Landschaftsmaler
- Marie Frankenstein, Landschaftsmalerin, Bildhauerin und Lehrerin
- James Gamble, Mitbegründer von Procter & Gamble
- Kenner Garrard, Unionsgeneral
- Joseph Hooker, Unionsgeneral und Kommandeur der Army of the Potomac bei der Schlacht bei Chancellorsville
- Waite Hoyt, Baseballspieler
- Miller Huggins, Hall of Fame Baseballmanager der New York Yankees während der Babe Ruth Epoche
- Isaac M. Jordan, einer von sieben Mitbegründern der Sigma Chi Studentenbewegung
- Bernard Kroger, Gründer der Kroger Supermärkte
- John McLean, Associate Justice am Supreme Court
- Alexander Long, Kongressabgeordneter, Demokratische Partei
- Nicholas Longworth, Vater der American Grape Culture
- William Haines Lytle, General, Politiker, Poet
- Stanley Matthews, Jurist, Politiker
- George Hunt Pendleton, Kongressabgeordneter und US-Senator aus Ohio
- William Procter, Mitbegründer von Procter & Gamble
- Thomas Satterwhite Noble, Maler und Direktor der Art Academy of Cincinnati
- Henry Stanbery, Attorney General of the United States
- Alphonso Taft, Politiker, Vater von William Howard Taft
- Louise Taft, zweite Ehefrau von Alphonso Taft und Mutter des Präsidenten der Vereinigten Staaten William Howard Taft
- Godfrey Weitzel, Unionsgeneral
- John L. Whetstone, Maschinenbauingenieur und Erfinder
- William Woolsey Scarborough, Unternehmer, Mäzen und Kunstsammler
- Frances Wright, wegweisende Feministen, Abolitionist und Freidenker